# Championnat des Pays-Bas de football de troisième division
La Tweede Divisie est la troisième division du football aux Pays-Bas.
De 1956 à 1971, une troisième division au nom de Tweede Divisie existe, à laquelle des clubs professionnels prennent part. À la suppression de celle-ci le football néerlandais est séparé entre football professionnel et football amateur, une situation qui change en 2016/2017 où les promotions et relégations entre football amateur et professionnel sont rendues obligatoire avec la réintroduction de la Tweede Divisie. Ce championnat est placé entre l'Eerste Divisie, c'est-à-dire la deuxième division, et la Derde Divisie, qui est le championnat national néerlandais divisé en championnat du samedi et du dimanche.

## Histoire
Le football néerlandais est sous statut amateur de ses débuts à la fin du XIXe siècle jusqu'en 1954. La structure dominante des compétitions se résume en championnat régionaux (Nord, Sud, Est, Ouest) où, à la fin du championnat régulier, les premiers se regroupent en phase finale et s'affrontent pour l'obtention du titre de champion des Pays-Bas. Le football professionnel est introduit en 1954 puis après deux années de transition,, trois divisions professionnelles sont créées à partir de la saison 1956-1957 : la Eredivisie (D1), la Eerste divisie et la Tweede divisie.
Suivant les saisons, la compétition compte de 17 à 34 participants répartis en un groupe unique ou en deux groupes. Par exemple, l'édition 1959-1960 est disputée par 25 équipes (12 dans le groupe A et 13 dans le groupe B) et l'édition 1968-1969 est composée d'une poule unique de 18 clubs.
Ce championnat est abandonné en 1971, à la suite de la volonté de la fédération de renforcer la professionnalisation du football néerlandais en ne décernant le statut professionnel qu'aux deux premiers échelons nationaux car trop de clubs avaient accédés au professionnalisme durant les années 1950. Au terme de cette saison, six des dix-huit équipes sont promus en Eerste divisie et les autres retournent au statut amateur
Depuis 2010, la fédération introduit de nouveau un troisième échelon national professionnel connu sous le nom de Topklasse. En raison de la réintroduction de Tweede Divisie en 2016, la Topklasse a été rebaptisée Derde Divisie, qui est maintenant la quatrième division du football aux Pays-Bas. 
La nouvelle version de la Tweede Divisie est constituée de 18 équipes dans une seule compétition. Ces équipes se rencontrent en matches aller/retour durant une phase classique de 34 matches entre les mois d'août et de mai. Il n'y a pas de possibilité pour monter en Eerste Divisie. Les deux derniers classés sont relégués en Derde Divisie la saison prochaine. Les clubs qui terminent aux places 15 et 16 doivent assurer leur maintien lors du tour final face aux meilleures formations de Derde Divisie.

## Champions

### 1956-1974
| Édition   | Champion, groupe A       | Champion, groupe B |
| --------- | ------------------------ | ------------------ |
| 1956-1957 | Cambuur Leeuwarden       | RBC Roosendaal     |
| 1957-1958 | Zaanlandsche FC          | Heracles Almelo    |
| 1958-1959 | SC 't Gooi               | Go Ahead Eagles    |
| 1959-1960 | HFC EDO                  | Be Quick 1887      |
| 1960-1961 | HFC Haarlem              | Poule unique       |
| 1961-1962 | Velox                    | Poule unique       |
| 1962-1963 | Velseroorder SV          | HFC Haarlem        |
| 1963-1964 | Alkmaar '54              | NEC Nimègue        |
| 1964-1965 | Cambuur Leeuwarden       | Dordrechtse FC     |
| 1965-1966 | Vitesse Arnhem           | FC Den Bosch       |
| 1966-1967 | HFC Haarlem              | Poule unique       |
| 1967-1968 | WVV Wageningen           | Poule unique       |
| 1968-1969 | De Graafschap Doetinchem | Poule unique       |
| 1969-1970 | Sc Heerenveen            | Poule unique       |
| 1970-1971 | De Volewijckers          | Poule unique       |

### Après la réintroduction en 2016
| Édition     | Champion           |
| ----------- | ------------------ |
| 2016-2017   | Jong AZ            |
| 2017-2018   | VV Katwijk         |
| 2018-2019   | AFC                |
| 2019 à 2021 | pas de championnat |
| 2021-2022   | VV Katwijk         |
| 2022-2023   | VV Katwijk         |
| 2023-2024   | SV Spakenburg      |